# AC Pavia 1911
Football Club Pavia 1911 Società Sportiva Dilettantistica a r.l – włoski klub piłkarski, mający swą siedzibę w Pawii (Lombardia). Powstał w 1911 roku.
Aktualnie Pavia gra w Eccellenza.
Ostatni raz w Serie B grała w roku 1955.